# Gent per Formentera
Pour les articles homonymes, voir GXF.
Gent per Formentera (en français : Des Hommes pour Formentera) (GxF) est un parti politique de l'île de Formentera dans les îles Baléares fondé en 2007 pour participer aux élections du conseil insulaire de l'île et du Parlement des Îles Baléares. C'est un parti de gauche, écologiste et nationaliste qui souhaite répondre aux besoins spécifiques de l'île.

### Sources
- (ca)/(es) Cet article est partiellement ou en totalité issu des articles intitulés en catalan « Gent per Formentera » (voir la liste des auteurs) et en espagnol « Gent per Formentera » (voir la liste des auteurs).